# Бурзук (Бихор)
Бурзук (рум. Burzuc) насеље је у Румунији у округу Бихор у општини Сарби. Oпштина се налази на надморској висини од 161 m.

## Становништво
Према подацима из 2002. године у насељу је живело 1013 становника, од којих су сви румунске националности.